# Christopher Adamson
Christopher Adamson est un acteur américain.

## Filmographie partielle
- 1991 : Robin des Bois, prince des voleurs   de Kevin Reynolds : Soldat
- 1993 : Dirty Weekend de Michael Winner : Serial Killer
- 1995 : Judge Dredd  de Danny Cannon : Mean Machine
- 1995 : Mad Dogs and Englishmen de Henry Cole : Max Quinlan
- 1998 : Razor Blade Smile de Jake West : Sethane Blake
- 1998 : Les Misérables  de Bille August : Bertin
- 2000 : Le Phare de l'angoisse de Simon Hunter : Leo Rook
- 2002 : La Vengeance de Monte-Cristo (The Count of Monte Cristo) de Kevin Reynolds : Maurice
- 2003 : Pirates des Caraïbes : la Malédiction du Black Pearl  de Gore Verbinski : Jimmy Legs
- 2005 : Evil Aliens de Jake West : Llyr Williams
- 2007 : Pirates des Caraïbes : Jusqu'au bout du monde (Pirates of the Caribbean : At World's End) de Gore Verbinski : Jimmy Legs
- 2007 : Freakshow de Drew Bell : Lon
- 2008 : Allan Quatermain et Le Temple Perdu (Allan Quatermain and the Temple of Skulls) de Mark Atkins avec Sean Michael, Christopher Adamson, Natalie Stone
- 2010 : The Mutant Chronicles de Simon Hunter : Hodge
- 2010 : F (en) de Johannes Roberts : Janitor
- 2017 : Leatherface d'Alexandre Bustillo et Julien Maury : Dr Lang